# 萬順實業
萬順實業集團（英語：E.D. & F. MAN PACIFIC (HOLDINGS) LIMITED，港交所除牌時0295.HK），在1987年9月29日，於楊協成企業有限公司更名成萬順實業有限公司，是當時由英國上市公司Man Group的旗下公司，以及進行收購。

## 公司經歷
當時經營礦業和製造食品業務，品牌名為北美洲蝦片，後來長期業務虧損。
在1991年，由汪世忠和太平協和集團進行收購股權，同年2月28日，更名為霸寶集團有限公司，又在1994年7月17日，更名為和山企業發展有限公司。到最後在1997年7月16日，再更名為江山控股有限公司至今。

## 更名紀錄
- 楊協成企業有限公司
- 霸寶集團有限公司
- 和山企業發展有限公司
- 江山控股有限公司

## 連結
- Kongsun-Holdings.com